# محطة كهرمائية صغيرة

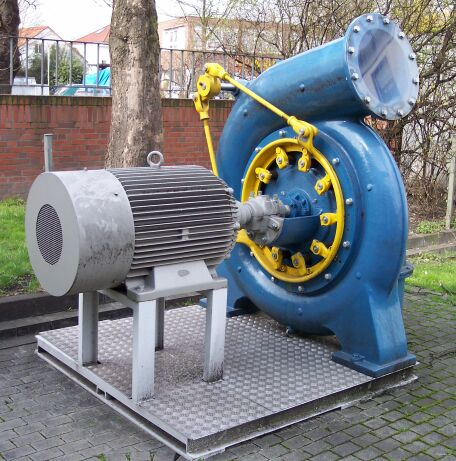
التوربين والمولد المستخدم عادة من طرف المحطات الصغيرة لتوليد الطاقة الكهربائة من المياه.

محطة كهرمائية صغيرة (بالإنجليزية: Small hydro)‏ هي محطة مصغرة لتوليد الكهرباء باستخدام الطاقة المائية لإنتاج الكهرباء. تستخدم الطاقة الكهربائية المنتجة من طرف هذه النوعية من المحطات مباشرة لغرض ربط المناطق النائية أو لبيعها إلى شبكة التوزيع العامة. كما يمكن أيضا في بعض الحالات تخزين هذه الطاقة لاستعمالها في أوقات لاحقة.

## القدرة
يعرف استخدام مصطلح «المحطة الكهرمائية الصغير» حول العالم اختلافا واسعا، يكون الحد الأقصى عادة لهذا الاستخدام محصورا بين 10 و30 ميغاواط. في حين تستخدم الجمعية الوطنية للطاقة الكهرومائية الأمريكية كحد أدنى لوصف محطة بقدرة 5 ميغاواط. في الولايات المتحدة وكندا والصين، يمكن لهذا الوصف أن يمتد كذلك ليشمل المحطات ذات قدرة تعادل 50 ميغاواط.

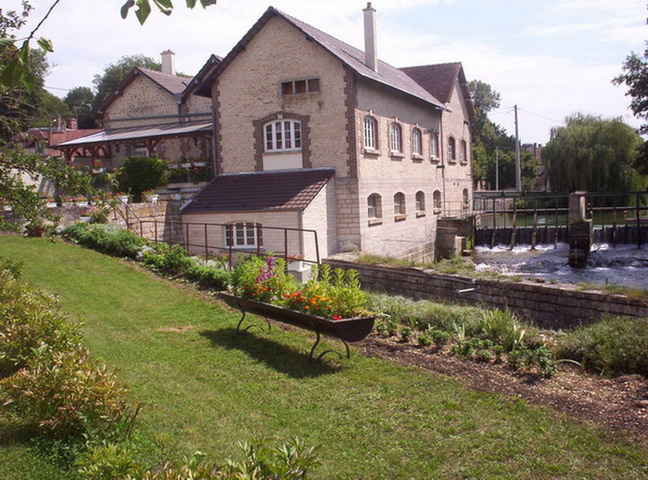
محطة صغرى لتوليد الطاقة الكهربائية من نهر السين في بلدة تشابس الفرنسية.

بالاعتماد على القدرة الإنتاجية للمحطة يمكن تميييز ثلاثه أقسام:
- محطة إنتاج طاقة صغيرة بقدرة تتراوح بين 0.5 إلى 10 ميغاواط،
- محطة صغرى لإنتاج الطاقة بقدرة 20 إلى 500 كيلوواط)،
- محطة أصغر بقدرة لا تتجاوز 20 كيلوواط).